# Gonippa
Gonippa là một chi bướm đêm thuộc họ Erebidae.